# Hohe Liebe
Hohe Liebe je 401 m vysoká stolová hora v oblasti Děčínské vrchovině v Saském Švýcarsku na území města Bad Schandau.

## Přírodní poměry
Hohe Liebe se nachází ve východní části Národního parku Saské Švýcarsko. Na severu ji ohraničuje údolí říčky Křinice a na jihu skály ze skalní skupiny Schrammsteine. Na východě je ohraničena potokem Nassen Grund, malý přítokem říčky Křinice. Nachází se na území Národního parku Saské Švýcarsko.

## Přístup
Na vrchol vede z Ostrau turistický chodník nazvaný Oberer Liebenweg, která dále nazývaná Butterweg vede do Křinického údolí. Další přístupy jsou možné od Ostrauer Mühle nebo ze stezek vedoucích kolem Schrammsteine. Vrchol není hustě zalesněný, takže umožňuje dobré výhledy na sousední skalní útvary Affensteine, Schrammsteine a Falkenstein.

## Památník na vrcholu
Na vrcholku Hohe Liebe je umístěn památník horolezců padlých během první světové války. Z cca 800 členů Saské horolezecké konfederace (SBB) jich padlo během první světové války na 400. Pomník byl slavnostně otevřen dne 17. října 1920. Pomník je z pískovce, na kterém jsou upevněny dvě bronzové plakety s nápisy Den gefallenen Bergsteigern 1914 bis 1918 a Unseren toten Bergfreunden.

## Galerie

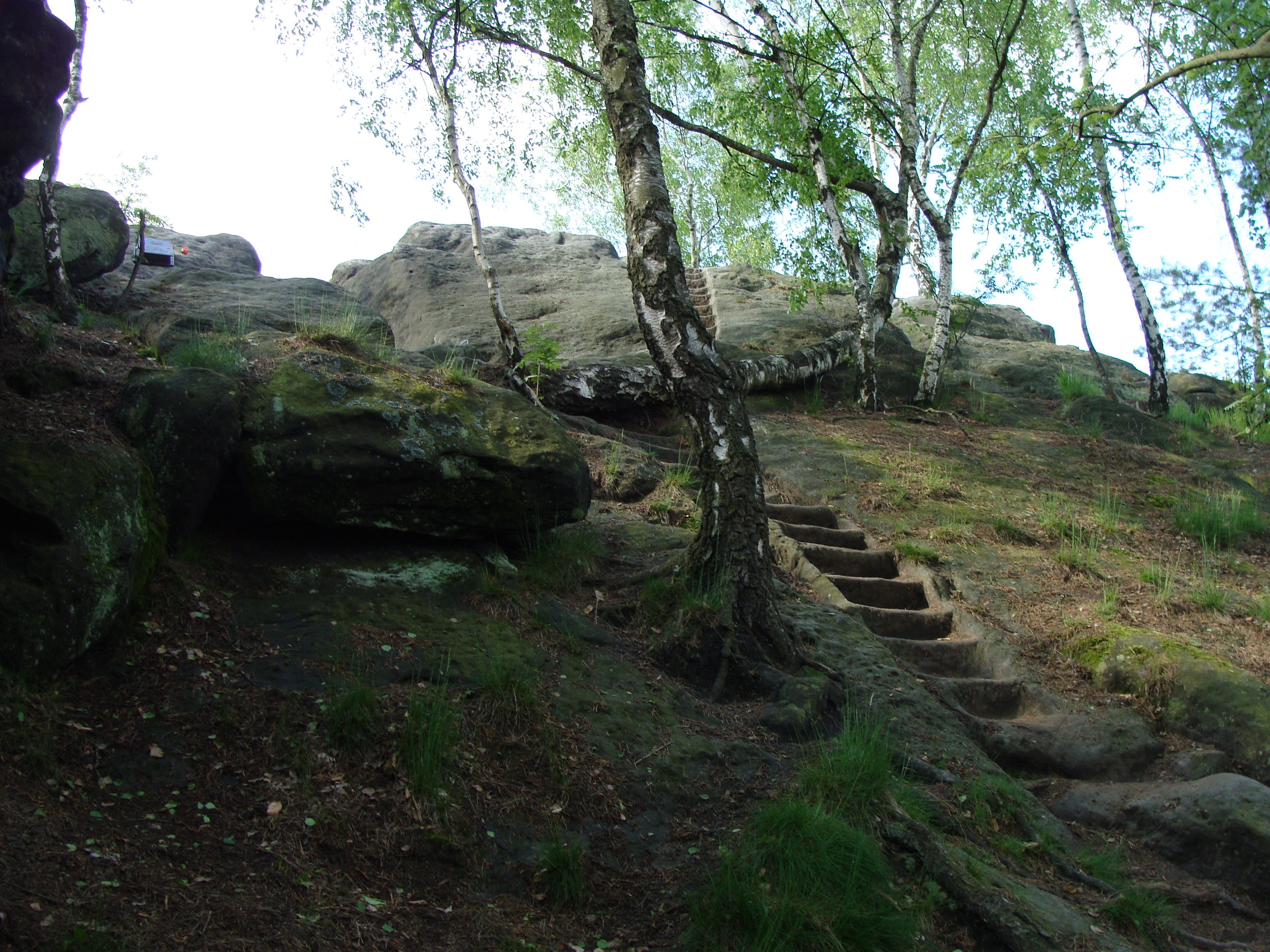
Vrchol stolové hory
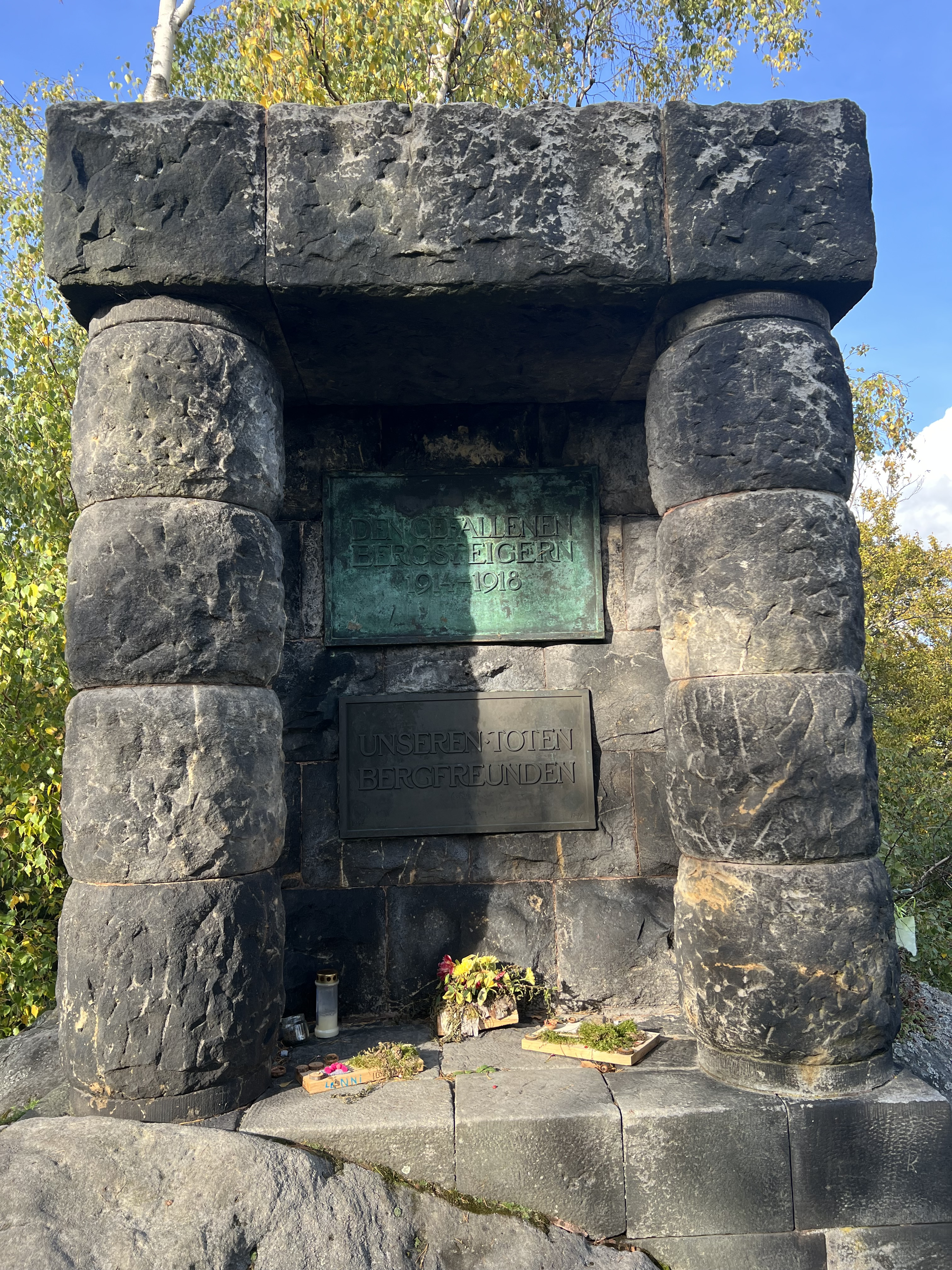
Památník na vrcholu
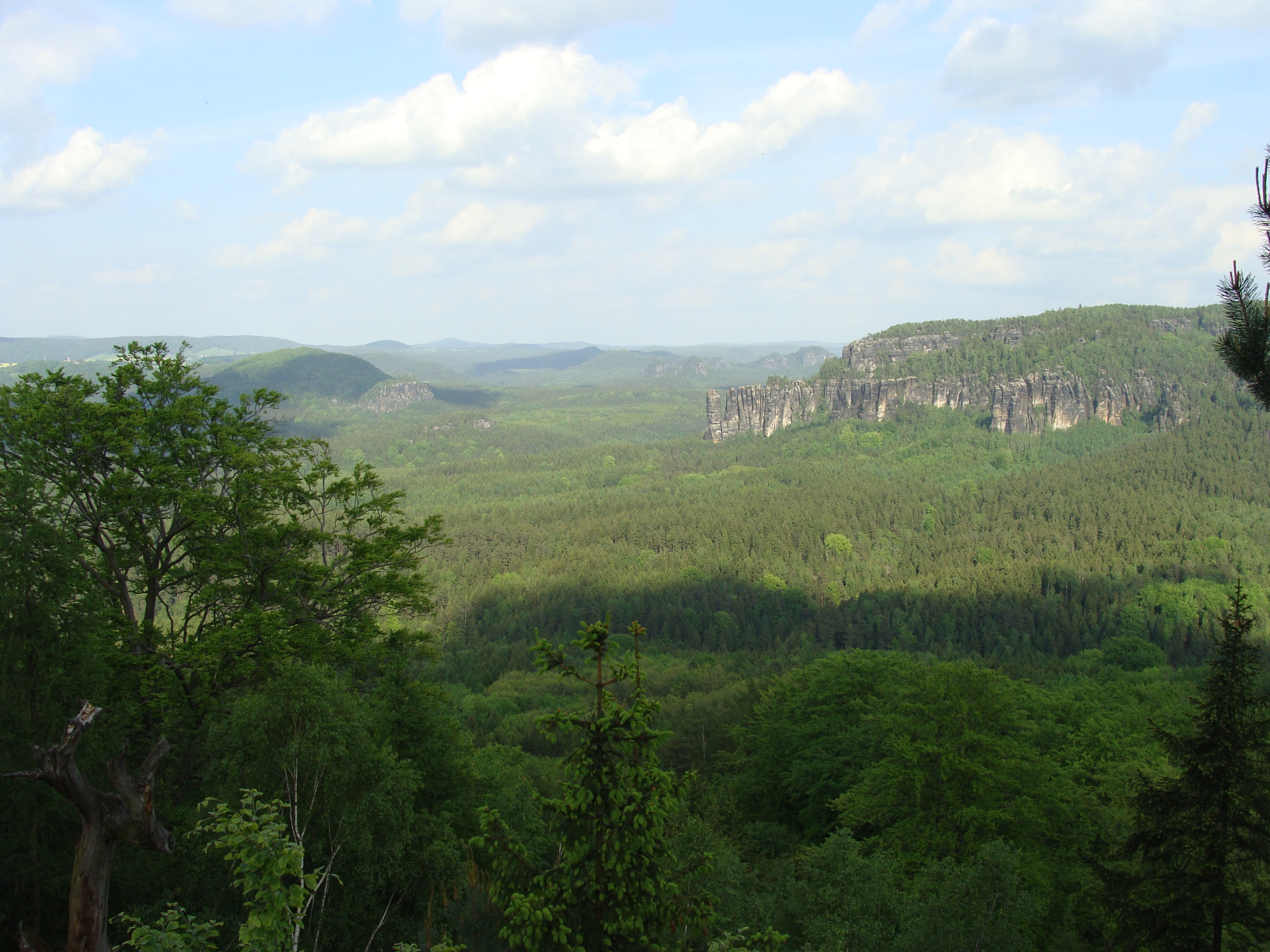
Pohled z vrcholu na Alter a Neuer Wildenstein, Hausberg a Affensteine
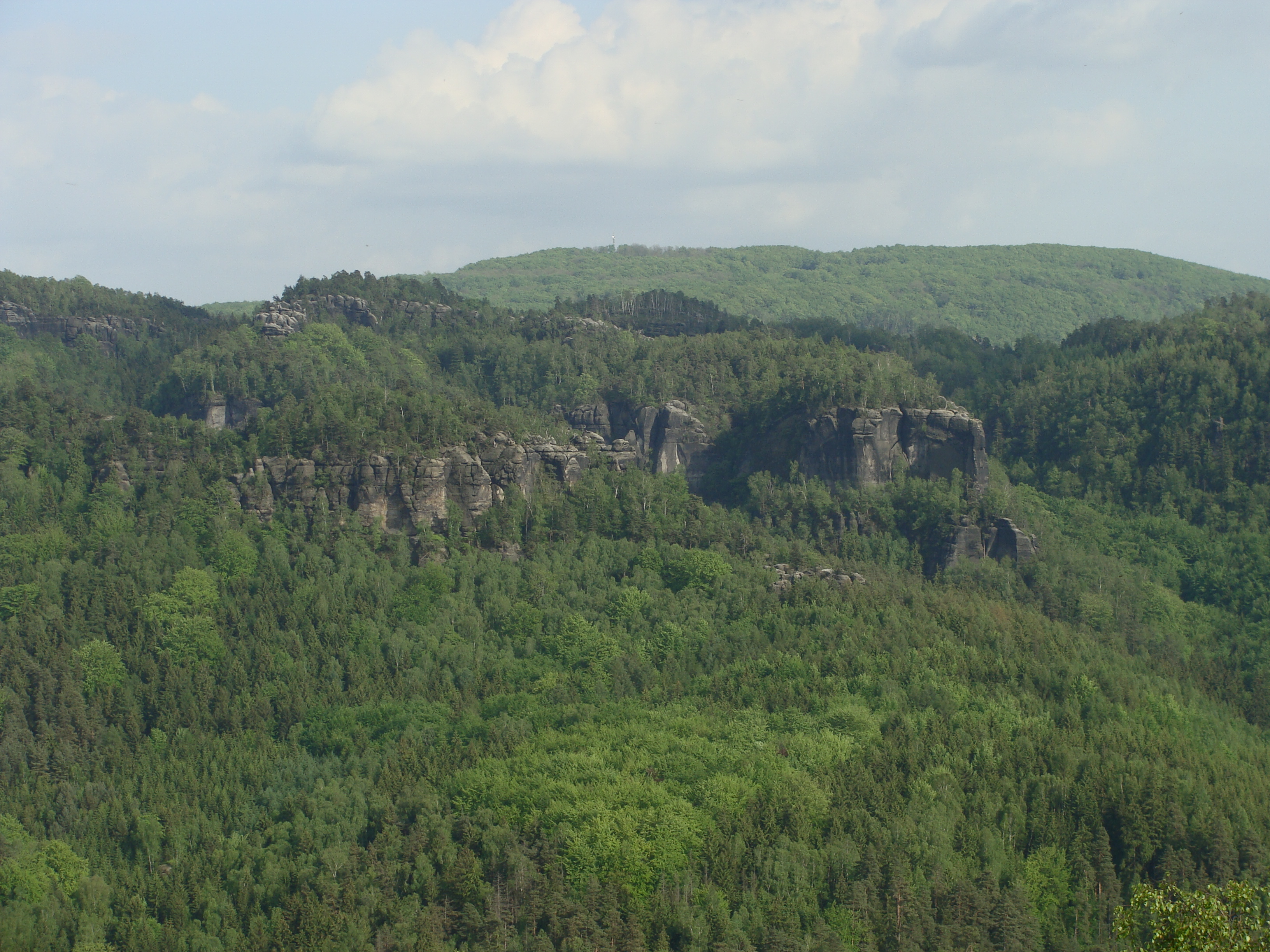
Pohled z vrcholu na Großer Dom, Großer Winterberg v pozadí